# Spektralna boja
Spektralna boja je boja koja je pobuđena u ljudskom oku od strane jedne talasne dužine koja se nalazi u vidljivom spektru ili relativno uskom opsegu talasnih dužina, poznatih kao monohromatska svetlost. Svaka individualna talasna dužina svetlosti je interpretirana kao spektralna boja u kontinualnom spektru. Boje sa bliskim talasnim dužinama su neprepoznatljive za ljudsko oko.

## Spektar
Spektar je obicno podeljen na delove, koji su donekle proizvoljni, a spektrum je kontinualan. Tradicionalana podela boja se deli na: crvenu, narandžastu, žutu, zelenu, plavu i ljubisčastu. 
Podela koju je koristio Isak Njutn, u svom krugu boja je: crvenu, narandžastu, žutu, zelenu, plavu, indigo i ljubičastu. u modernoj podeli vidljivog spektra indigo kao boja je izostavljena.
Da bi čovek razlikovao spektralne boje neophodno je da ima trihromatski vid. Trihromatski vid daje mogucnost percepcije nijanse i zasićenosti u hromi. U modelima boja koji mogu da predstavljaju spektralne boje, spektralna boja ima maksimalnu zasicenost.

## U prostoru boja
U prostoru boja koji uključuje sve, ili većinu spektralnih boja, oni čine deo granice svih stvarnih boja. Ako se racuna osvetljenost, onda spektralne boje  formiraju površ,u suprotnom njihova lokacija je kriva  u dvodimenzionalnom prostoru hromaticnosti.
U teoriji, najspektralnije boje su u suštini primarne (crvena, zelena, plava), dok su sve ostale izmešane boje (boje nastale mešanjem osnovnih) u suštini ne-spektralne. Usled različitih hromaticnih karakteristika različitih spektralnih segmenata i takođe zbog fizičkih granica svetlosnih izvora, sama distanca između RGB kruga boja i spektralnih boja pokazuje komplikovanu zavisnost od nijansi. Usled lokacija crvene i zelene boje koje se nalaze blizu ravnog segmenta spektra, RGB prostor boja je poprilično dobar u aproksimaciji spektralne: narandžaste, žute i svetlo-zelene boje, ali je veoma loše po pitanju prikaza spektralnih boja  koje se nalaze između zelene i plave, kao i ekstremne spektralne boje. RGB standard ima još jedan problem koji se tiče crvene boje koja teži ka narandžastoj, zbog čistine crvene boje u zamenu za prihvatljivo osvetljenje, i zbog toga je crvena boja postala nedostižna u ovom spektru. Neki od primera u  tabeli ispod su samo približne vrednosti spektralnih i njima sličnim boja .
CMYK (cijan, madženta, žuta,key-crna) je obicno siromašniji od RGB u smislu dostizanja spektralnih boja,sa uočljivim izuzetkom žute boje, koja je veoma blizu spektralnim bojama zbog gore pomenute ravnoće u spektralnoj lokaciji koja se nalazi u crveno-zelenom segmentu.
Treba napomenuti da su spektralne boje univerzalno uključene u naučne modele boja kao sto je CIE1931, dok, naspram njima, industriske boje kao sto su RGB, CMYK i Pantone, uglavnom ne uključuju nikakve spektralne boje.sa izuzetkom Rec. 2020, koji ukljičuje  tri spektralne boje kao glavne (i zbog toga samo sadrži te tri spektralne boje), i prostorne boje kao što je ProPhoto RGB color space koji koristi imaginarne boje kao primarne.

## Tabela spektralnih i boja blizu spektralnih
Većina boja koje su nabrojane ne dostižu maksimalnu šarenost ili ih je teško razlikovati, ali ih je moguće zasititi do tačke gde je moguće zaključiti koja je boja u pitanju. Granice talasnih dužina i frekvencija su aproksimirane.
Talasne dužine i frekvencije u sivim poljima označavaju dominantnu talasnu dužinu , ali ne i sam domet spektra koji se tiče određene boje , koji se siri na obe strane i čija je srednja vrednost detektovana od strane receptora i daje priblizan izgled spektra.
| Naziv boje                              | Talasna duzina nm | Frekvencija THz                                                         | Nijansa | Komentar |
| --------------------------------------- | ----------------- | ----------------------------------------------------------------------- | ------- | --- |
| Crvena                                  | 740-625           | 405-479                                                                 | /       | tradicionalani, široki poajm o boji, koji uklljučuje neke obližnje nespektralne nijanse. Granica kratkog talasa može se proširiti na 620 ili čak oko 610 nanometara |
| Ekstremna spektralan crvena crvena (, ) | 740               | 405                                                                     | ?       | Tačan spektralni položajima vise uticaja na osvetljenost nego na hromatičnost u ovom opsegu, hromatičnost je skoro jednaka za ove dve varijante                     |
| crvena (primarna rgb)                   | ≈ 700             | ≈ 428                                                                   | ?       | Tačan spektralni položajima vise uticaja na osvetljenost nego na hromatičnost u ovom opsegu, hromatičnost je skoro jednaka za ove dve varijante                     |
| Helijum-neonski laser                   | 633               | 473                                                                     | /       | / |
| Neke karmin boje                        |                   |                                                                         |         | |
| 497-                                    | /                 | Blizu spektralnog oblika, ali ostale nijanse karmina su ljubičaste boje |         | |
| Crvena(sRGB osnovna)                    | 614-609           | 488–492                                                                 | 0°      | primetno nespektralna |
| Narandžasta                             | 620-585 625-590   | 483–512 479–508                                                         | 0°–30°  | kratkotalasni deo(žućkasti) odgovara boji ambera ,dugotalasni deo(crvenkasta) sadrzi crvenu iznad                                                                   |
| Žuta                                    | 585–560 590–565   | 512–540 508–530                                                         | /       | tradicionalni naziv |
| sodijum-vapor lampa                     | ≈ 589             | ≈ 519                                                                   | ?       | / |
| Žuta ()                                 | ?                 | ?                                                                       | 50°     | Zlato ima skoro identičnu hromatičnost sa 51° |
| Nijansirana žuta                        | ≈ 577             | ≈ 519                                                                   | ?       | / |
| Procesna (kanarinac) žuta               | ?                 | ?                                                                       | 56°     | / |
| Žuta (s sekundarna)                     | ≈ 570             | ?                                                                       | 60°     | / |
| Chartreuse žuta                         | ?                 | ?                                                                       | 68°     | / |
| Limeta                                  | ≈ 564             | ?                                                                       | ≈ 75°   | može se klasifikovati kao žuta ili zelena |
| Zelena                                  | 565–500           | 530–???                                                                 |         | tradicionalni naziv |
| ?                                       | ?                 | 90°                                                                     | /       | |
| Svetlo zelena                           | ≈ 556             | ?                                                                       | 96°     | / |
| ≈ 552                                   | ?                 | 105°                                                                    | /       | |
| Zelena (s primarn)                      | ≈ 549             | ≈ 547                                                                   | 120°    | primetno ne spektralna |
| Zelena(sirok opseg )                    | ≈ 525             | ≈ 571                                                                   | ?       | priblizno spektralna |
| Prolecno zelena                         | ?                 | ?                                                                       | 150°    | Može da leži prilično daleko od spektra |
| zelena ()                               | ?                 | ?                                                                       | 160°    | Može da leži prilično daleko od spektra |
| Munsell zelena                          | ≈ 503             | ≈ 597                                                                   | ≈ 163°  | / |
| Cijan                                   | 500+–480 520–500  | 593–624 576–600                                                         |         | Ponekad je uključuje (ili se preklapa) sa plavim, terminološka razlika između njih je nedosledna                                                                    |
| Tirkiz                                  | ?                 | ?                                                                       | ≈ 175°  | vecina primera ove boje je prilično udaljena od spektra |
| Cijan (s sekundarna)                    | 488               |                                                                         | 180°    | Leži prilično daleko od spektra |
| procesna cijan                          | ?                 | ?                                                                       | 193°    | Leži prilično daleko od spektra |
| Plava                                   | 490-450 500-435   | 610-666 600-689                                                         |         | tradicionalni naziv , koji se preklapa sa cijan |
| Plava ()                                | ?                 | ?                                                                       | 197°    | Leži prilično daleko od spektra |
| azurno plava                            | ≈ 488             | ≈ 614                                                                   | ≈ 210°  | Može da leži prilično daleko od spektra |
| ≈ 482                                   | ≈ 622             | 225°                                                                    | /       | |
| plava (RGB primarna)                       | 466–436           | ?                                                                       | 240°    | moze se klasifikovati kao indigoili ljubicasta |
| Indigo                                  | ≈ 446             | ≈ 672                                                                   | ≈243°   | Definicija je kontroverzna, ta talasna dužina najmanje sporno pripada „indigo“                                                                                      |
| Ljubičasta                              | 450–400 435–380   | 666–750 689–788                                                         | 277°    | Daleko je spektralna ljubičasta je vrlo mutna i retko je viđena. Izraz se takođe odnosi i na purpurne ljubičaste                                                    |

## Dodatni spektri
- Siva skala
- Metalik boje
- Nemoguce boje
- Infracrveni spektar

- Ultraljubicasti spektar